# Kermia benhami
Kermia benhami is een slakkensoort uit de familie van de Raphitomidae. De wetenschappelijke naam van de soort is voor het eerst geldig gepubliceerd in 1915 door Oliver.